# Infinit verb
Infinita verb är inom lingvistik en term för sådana verb som inte begränsas av ett subjekt och som i svenskan inte ensamma kan utgöra predikatsled i en fullständig sats. Motsatsen till infinita verb kallas finita verb.

## Svenska
I svenska språket finns följande infinita verbformer:
- Infinitiv (baka)
- Perfekt particip (bakad)
- Presens particip (bakande)
- Supinum (bakat)

Det faktum att infinita verb inte kan fungera som predikat utan hjälpverb framgår, om man försöker använda dem som ensamt predikat, till exempel:
- Jag baka. (infinitiv)
- Jag bakad. (perfekt particip)
- Jag bakande. (presens particip)
- Jag bakat. (supinum)

Som synes fordras ett hjälpverb, till exempel "Jag har bakat" i sista exemplet.